# Primeiro Consistório Ordinário Público de 1879

## Cardeais Eleitores
| Nº                 | País               | Nome                              | Idade              | Cargo                                 | Título ou Diaconia                                    |
| Cardeais eleitores | Cardeais eleitores | Cardeais eleitores                | Cardeais eleitores | Cardeais eleitores                    | Cardeais eleitores                                    |
| ------------------ | ------------------ | --------------------------------- | ------------------ | ------------------------------------- | ----------------------------------------------------- |
| 1                  | Áustria            | Friedrich Egon von Fürstenberg    | 65                 | Arcebispo de Olomouc                  | Cardeal-presbítero de São Crisógono                   |
| 2                  | França             | Florian-Jules Desprez             | 72                 | Arcebispo de Toulouse                 | Cardeal-presbítero de Santos Marcelino e Pedro        |
| 3                  | Hungria            | Lajos Haynald                     | 62                 | Arcebispo de Kalocsa–Kecskemét        | Cardeal-presbítero de Santa Maria dos Anjos           |
| 4                  | França             | Louis Édouard Pie                 | 63                 | Bispo de Poitiers                     | Cardeal-presbítero de Santa Maria da Vitória          |
| 5                  | Portugal           | Américo Ferreira dos Santos Silva | 50                 | Bispo do Porto                        | Cardeal-presbítero de Santos Quatro Mártires Coroados |
| 6                  | Itália             | Gaetano Alimonda                  | 60                 | Bispo de Albenga                      | Cardeal-presbítero de Santa Maria na Traspontina      |
| 7                  | Itália             | Giuseppe Pecci, S.J.              | 71                 | Presbítero da Companhia de Jesus      | Cardeal-diácono de Santa Ágata dos Góticos            |
| 8                  | Inglaterra         | John Henry Newman, C.O.           | 78                 | Presbítero da Congregação do Oratório | Cardeal-diácono de São Jorge em Velabro               |
| 9                  | Alemanha           | Joseph Hergenröther               | 54                 | Presbítero da Diocese de Würzburg     | Cardeal-diácono de São Nicolau no Cárcere             |
| 10                 | Itália             | Tommaso Maria Zigliara, O.P.      | 45                 | Presbítero da Ordem dos Pregadores    | Cardeal-diácono de Santos Cosme e Damião              |

## Link Externo
- «Catholic Hierarchy» (em inglês)